# Olympia ~JAM Project Best Collection IV~
Olympia ~JAM Project Best Collection IV~ é a quarta coletânea "Best Collection" do JAM Project. Como de praxe, contém músicas que o grupo fez para animes, tokusatsu e jogos eletrônicos. Foi lançada em 5 de abril de 2006 pela Lantis e possui 13 faixas.

## Produção
Assim como na coletânea JAM-ISM, foi tomada a decisão de criar uma música original. Neste caso, a faixa título.

## Recepção
O álbum ficou 4 semanas no Oricon Albums Chart, chegando até a 37ª posição.

## Faixas
| N.º            | Título                      | Letras                                        | Música                             | Usada em                                            | Duração |  |
| 1.             | "GONG"                      | Hironobu Kageyama                             | H. Kageyama e Yohgo Kohno          | Super Robot Wars Alpha 3                            | 5:52    |  |
| 2.             | "Garo ~SAVIOR IN THE DARK~" | H. Kageyama                                   | H. Kageyama e Kenichi Sudo         | Garo                                                | 4:28    |  |
| 3.             | "Olympia"                   | Masaaki Endoh, Masami Okui e Hiroshi Kitadani | H. Kageyama e Y. Kohno             |                                                     | 9:54    |  |
| 4.             | "Genkai Battle"             | H. Kageyama e M. Okui                         | H. Kageyama e Y. Kohno             | Yu-Gi-Oh GX                                         | 4:11    |  |
| 5.             | "Meikyuu no Prisoner"       | H. Kageyama                                   | H. Kageyama e K. Sudo              | Super Robot Wars Original Generation: The Animation | 4:03    |  |
| 6.             | "Battle Communication!!"    | H. Kageyama                                   | H. Kageyama, H. Kitadani e K. Sudo | Yu-Gi-Oh GX                                         | 5:16    |  |
| 7.             | "Mirai e no Houkou"         | H. Kageyama                                   | H. Kageyama e K. Sudo              | Muv-Luv Alternative                                 | 4:47    |  |
| 8.             | "Protect you"               | M. Endoh e M. Okui                            | M. Okui e Y. Kohno                 | Super Robot Wars Original Generation: The Animation | 4:05    |  |
| 9.             | "Fencer of GOLD"            | H. Kitadani e M. Okui                         | H. Kitadani e Y. Kohno             | Garo                                                | 4:02    |  |
| 10.            | "Name of the Truth"         | H. Kitadani                                   | H. Kitadani e Y. Kohno             | Super Robot Wars Original Generation: The Animation | 4:16    |  |
| 11.            | "Hoshizora no Requiem"      | H. Kageyama                                   | Yoshiki Fukuyama                   | Super Robot Wars Original Generation: The Animation | 4:21    |  |
| 12.            | "Neppuu! Shippuu! Cybuster" | Masahiro Koizumi e Maiko Tanaka               | Shinichi Tanaka e Y. Kohno         | Super Robot Wars Original Generation: The Animation | 5:01    |  |
| 13.            | "Brother in Faith"          | M. Okui                                       | H. Kageyama e Y. Kohno             | Super Robot Wars Alpha 3                            | 7:00    |  |
| Duração total: | Duração total:              | Duração total:                                | Duração total:                     | Duração total:                                      | 67:16   |  |

## Integrantes
Hironobu Kageyama
Masaaki Endoh
Rica Matsumoto
Hiroshi Kitadani
Yoshiki Fukuyama
Masami Okui
Ricardo Cruz